# Três Barras do Paraná
Três Barras do Paraná là một đô thị thuộc bang Paraná, Brasil. Đô thị này có diện tích 504,172 km², dân số năm 2007 là 12073 người, mật độ 18,8 người/km².